# China Unicom
China Unicom (中国联通, «Чайна Юником») — китайская телекоммуникационная компания, одна из трёх крупнейших в стране, наряду с China Mobile и China Telecom; предоставляет услуги мобильной связи и широкополосного доступа к сети интернет; в основном работает в северной части КНР, включая Пекин. В списке крупнейших публичных компаний мира Forbes Global 2000 за 2019 год заняла 251-е место (215-е по выручке, 546-е по чистой прибыли, 394-е по активам и 346-е по рыночной капитализации); из китайских компаний в этом списке заняла 37-е место.

## История
China Unicom основана в качестве государственной корпорации 19 июля 1994 года Министерством промышленности и информационных технологий КНР и была одобрена Государственным советом КНР. В феврале 2000 года China Unicom зарегистрировалась в качестве корпорации в Гонконге и прошла листинг на ГКФБ 22 июня 2000 года. Начиная работу как мобильный (GSM) и пейджинговый оператор связи, на текущий момент предоставляет широкий выбор услуг, включая общенациональную сотовую GSM-сеть, международную и местную телефонную связь, обмен данными, услуги широкополосного доступа в Интернет и IP-телефонии в материковом Китае и эксплуатирует сеть CDMA в Макао с 18 октября 2006 года. На конец апреля 2008 года компания имела 125 млн GSM-пользователей и 43 млн подписчиков услуги CDMA.
2 июня 2008 года China Unicom озвучила намерение продать CDMA бизнес и активы China Telecom на общую сумму 110 млрд юаней (стоимость акций Unicom на момент торгов $56,3 млрд) и объединить оставшуюся часть компании с China Netcom. CDMA-бизнес был официально передан China Telecom в начале ноября. China Netcom стала дочерней структурой China Unicom, её акции были сняты с листинга на Гонконгской и Нью-йоркской фондовых бирж.
7 января 2009 года China Unicom получила лицензию WCDMA для расширения своего бизнеса в телекоммуникациях 3G.
В июле 2009 года China Unicom подписала контракт суммой 700 млн долларов с поставщиком инфраструктурного оборудования Ericsson для улучшения своей GSM-сети.
В июле 2014 года компания совместно с China Telecom и China Mobile Communication Company учредили компанию по обслуживанию и развитию вышек мобильных сетей China Tower Corporation, которой передали свои сети передатчиков, которые затем арендовали.
В марте 2014 года компания начала коммерческую эксплуатацию сети четвёртого поколения мобильной связи (4G), а в сентябре 2019 года совместно с China Telecom начала развитие сети 5G.
В августе 2017 года компания стала частью эксперимента по изменению формы собственности из государственной в смешанную. Часть принадлежащего государству пакета акций China United Network Communications была продана нескольким компаниям; те из них, которые купили наибольшие пакеты акций, получили право назначить по одному члену совета директоров. Компании, включая China Life Insurance, Baidu, Alibaba Group, JD.com и Tencent за $11,7 млрд приобрели 35,2 % акций.
В январе 2022 года Федеральная комиссия по связи (FCC) отозвала лицензию компании China Unicom Americas на предоставление телекоммуникационных услуг на территории США. В сентябре 2022 года FCC внесла China Unicom в список компаний, представляющих «угрозу национальной безопасности» США.

## Собственники и руководство
China Unicom имеет сложную организационную структуру. Главной компанией является China United Network Communications Group Company со штаб-квартирой в Пекине, полностью контролируемая Комитетом по контролю и управлению государственным имуществом Китая (SASAC). В списке Fortune Global 500 за 2019 год она заняла 262-е место. Непосредственно услуги связи предоставляет её гонконгская дочерняя компания China Unicom (Hong Kong) Ltd. Промежуточными звеньями являются China Unicom (BVI) Limited и China Unicom Group Corporation (BVI) Limited, зарегистрированные на Британских Виргинских островах, а также China United Network Communications Limited, компания с листингом на Шанхайской фондовой бирже (входит в её основной индекс); в ней пекинской группе принадлежит 36,7 % акций, 35,2 % принадлежит стратегическим инвесторам (China Life Insurance, Baidu, Alibaba Group, Tencent, JD.com и другие китайские компании), 2,6 % составляют фонд для премирования сотрудников. Испанской компании Telefónica Internacional, S.A.U. принадлежит 9,01 % акций China Unicom (Hong Kong).

## Показатели деятельности
China Unicom является одной из крупнейших телекоммуникационных компаний в мире. Количество абонентов мобильной связи на конец 2018 года составляло 315 млн (20,4 % рынка в КНР), из них 220 млн используют 4G. Количество абонентов широкополосного интернета составляло 80,9 млн, стационарных телефонов — 55,9 млн.
По состоянию на середину 2020 года, China Unicom имела в своем расположении порядка 130 тыс. базовых станций 5G, работающих по всей стране.
|                     | 2004  | 2005  | 2006  | 2007  | 2008  | 2009  | 2010  | 2011  | 2012  | 2013  | 2014  | 2015  | 2016  | 2017  | 2018  |
| ------------------- | ----- | ----- | ----- | ----- | ----- | ----- | ----- | ----- | ----- | ----- | ----- | ----- | ----- | ----- | ----- |
| Оборот              | 132,6 | 139,6 | 145,9 | 150,7 | 148,9 | 154,0 | 171,4 | 209,2 | 248,9 | 295,0 | 284,7 | 277,0 | 274,2 | 274,8 | 290,9 |
| Чистая прибыль      | 7,176 | 18,88 | 15,96 | 21,44 | 33,91 | 9,464 | 3,701 | 4,227 | 7,096 | 10,41 | 12,06 | 10,56 | 0,630 | 1,850 | 10,26 |
| Активы              | 365,9 | 346,0 | 350,2 | 334,1 | 344,9 | 417,0 | 441,3 | 456,2 | 516,1 | 529,2 | 545,1 | 610,3 | 614,2 | 572,0 | 540,3 |
| Собственный капитал | 137,5 | 139,8 | 153,3 | 178,5 | 206,7 | 206,4 | 205,7 | 205,9 | 209,5 | 218,8 | 227,5 | 231,2 | 227,7 | 304,3 | 314,3 |